# Boniface N'Dong
Boniface Ndong (Mbour, Senegal, 3 de septiembre de 1977) es un exjugador y entrenador de baloncesto profesional de nacionalidad senegalesa y pasaporte alemán. Desde 2020 es el seleccionador nacional de su país.

## Carrera
En la temporada 2005-06 debutó en la NBA en las filas de Los Angeles Clippers , pero fue una temporada en la que casi no participó, apareciendo sólo en 23 partidos con una media de 7 minutos por partido. En diciembre de 2006, firmó en la Federación de Rusia Super League por el club Spartak de San Petersburgo. N'Dong se trasladó a la liga española ACB después de esa temporada y firmó con el Unicaja de Málaga para la temporada 2006-07 Liga ACB Play-Offs para reemplazar el lesionado Daniel Santiago. El 14 de julio de 2007, él volvió a firmar con el Málaga en un contrato de una temporada. Él también ha jugado anteriormente para los clubes de la liga alemana SpVgg Rattelsdorf, TSV Tröster Breitengussbach, GHP Bamberg y el Pro francés JDA Dijon Un club. Él también ha jugado con los Cleveland Cavaliers de Verano NBA equipo de la liga en 2007. En 2009, firmó un contrato de dos años por valor de € 3,2 millones de utilidad neta en la liga española F. C. Barcelona. En 2011, firmó un contrato prórroga por un año con el Regal Barcelona. 
Después de 3 años en el F. C. Barcelona, en los que consigue 8 títulos oficiales, en el verano del 2012 firma por el Galatasaray SK. Después de un año en el equipo turco, se retira con 36 años de edad.

### Selección nacional
Con la selección senegalesa  consiguió una medalla de plata en el Afrobasket de Argelia 2005, donde fue MVP del torneo.

## Estadísticas de su carrera en la NBA

### Temporada regular
| Año     | Equipo        | PJ | PT | MPP  | %TC  | %3P  | %TL  | RPP | APP | ROB | TPP | PPP |
| ------- | ------------- | -- | -- | ---- | ---- | ---- | ---- | --- | --- | --- | --- | --- |
| 2005-06 | L.A. Clippers | 23 | 1  | 16.6 | .415 | .000 | .667 | 1.6 | .3  | .1  | .2  | 2.2 |
| Total   | Total         | 23 | 1  | 16.6 | .415 | .000 | .667 | 1.6 | .3  | .1  | .2  | 2.2 |